# والتر إم. غيدز
والتر إم. غيدز (بالإنجليزية: Walter M. Geddes)‏ هو شخصية أعمال أمريكي، ولد في 13 نوفمبر 1885 في نيوآرك في الولايات المتحدة، وتوفي في 7 نوفمبر 1915 في سميرنا في تركيا.